# Tielt
Tielt là một đô thị ở tỉnh Tây Flanders. Đô thị này gồm thành phố Tielt và các thị xã Aarsele, Kanegem, và Schuiferskapelle. 

## Người nổi tiếng sinh ra ở Tielt
- Josse Ravesteyn,  nhà thần học
- Godfried Danneels, Hồng y
- Briek Schotte, hai lần vô địch giải đua xe đạp thế giới

## Thành phố kết nghĩa
- Đức: Groß-Gerau
- Ý: Bruneck
- Pháp: Brignoles
- Ba Lan: Szamotuły